# Highwood (Illinois)
Highwood è un comune degli Stati Uniti d'America, situato in Illinois, nella Contea di Lake.